# Dasycercus cristicauda
El mulgara o rat marsupial de cua crestada (Dasycercus cristicauda) és una espècie de marsupial carnívor endèmica d'Austràlia del gènere Dasycercus. El seu aspecte exterior se sembla al d'una rata placentària, és petit marsupial amb aspecte de rosegador. És estretament emparentat amb el diable de Tasmània (Sarcophilus harrisii). Tal com moltes altres espècies natives d'Austràlia, el mulgara, es creu que va ser fa dècades un carnívor comú en les regions més àrides del continent.
Va desaparèixer després de l'arribada al continent australià dels primers colons europeus, que van introduir en aquest enclavament animals carnívors com els conills o les guilles, cosa que va tenir efectes devastadors per a la fauna nativa. De fet, els experts creuen que la depredació per part de gats i guineus, juntament amb la competència entre el mulgara i els conills, que mastegaven les petites plantes que l'animal ha menester per a cobrir-se, van restringir en gran manera la població del petit marsupial.
Hom el creia extint fins que el 2017 l'animal ha tornat a aparèixer a Nova Gal·les del Sud després que fa un segle els experts en perdessin la pista.
La redescoberta de l'espècie s'enquadra dins el programa de conservació Wild Deserts del Parc Nacional Sturt, una mena de refugi de la fauna nativa del continent austral en què s'ha trobat el petit marsupial. Gràcies a això, no sols s'ha recuperat l'animal del qual fa 100 anys es va perdre la pista, sinó que el seu hàbitat s'ha expandit i aquest tipus d'accions han permès que la seva població s'estabilitzi al voltant de 10.000 individus.